# Гулдова амазона
Гулдовата амазона (Amazona guildingii) е вид птица от семейство Папагалови (Psittacidae). Видът е световно застрашен, със статут Уязвим.
Включен е в приложение I на CITES и Приложение А на Регламент (ЕО) № 338/97.

## Разпространение и местообитание
Видът е разпространен в Сейнт Винсент и Гренадини.